# Nhamundá (rivier)
De Nhamundá (Portugees: Rio Nhamundá) is een Braziliaanse rivier die op de grens van de staten Amazonas en Pará stroomt en uitmondt in de rivier de Amazone en Trombetas. 

## Loop
De rivier ontspringt in het noordelijk grensgebied van de staten Amazonas en Pará. De rivier stroomt zuidoostwaarts door het inheemse gebied Terra Indígena Nhamundá/Mapuera waarna de rivier uitmondt in de Trombetas en o.a. via het meer Lago Maripana en de rivier de Igarapé do Bom Jardim in de Amazone.

## Plaatsen
De plaatsen gelegen aan de rivier de Nhamundá in volgorde stroomafwaarts:
- Kasauna (Terra Indígena Nhamundá/Mapuera)
- Riozinho (Terra Indígena Nhamundá/Mapuera)
- Faro (PA)
- Nhamundá (AM)
- Terra Santa (PA) (via het meer Lago Algodoal en de rivier Igarapé Urupuanã)
- Oriximiná (PA) (bij de monding aan de rivier de Trombetas)

## Zijrivieren
De Nhamundá heeft een aantal zijrivieren. In volgorde stroomafwaarts:
- Igarapé Água-suja
- Igarapé do Grande
- Igarapé do Nivota
- Igarapé Matrinxã Grande
- Igarapé Matrinxãzinho
- Igarapé Pitinga
- Igarapé Gavião Grande
- Igarapé Torres
- Igarapé da Areia
- Igarapé Jauari
- Paracatu/Piracatu
- Igarapé Taquera
- Igarapé Terra Preta
- Parana do Aduaca (verbinding met de Amazone)
- Igarapé do Socorro
- Igarapé Urupuanã
- Igarapé do Bom Jardim (mondt uit in de Amazone)